# Thomas Niedermayer
 (septembre 2024).
Pour les articles homonymes, voir Niedermayer.
Thomas Niedermayer (8 mars 1928 - 30 décembre 1973) était un industriel allemand qui a été kidnappé et tué par l'IRA provisoire en décembre 1973. Niedermayer était le directeur général de l'usine Grundig à Belfast, en Irlande du Nord.

## Parcours de vie et carrière
Niedermayer est né en 1928 dans une famille ouvrière de la ville de Bamberg, en Franconie bavaroise. Après avoir quitté l’école, il a travaillé comme mécanicien aéronautique à Friedrichshafen et Karlsruhe. Il s’est reconverti en outilleur avant de devenir contremaître à l’âge de 18 ans. En 1952, il a épousé Ingeborg Tramowsky, également de Bamberg, née dans une famille de réfugiés de l’ancienne Prusse orientale allemande.
En 1953, Niedermayer a été promu à la direction en tant qu’assistant du directeur d’une entreprise d’électronique. En 1955, à seulement 27 ans, il a rejoint la haute direction du siège de Grundig à Nuremberg, alors l’un des grands noms de l’électronique grand public en Europe. En 1961, il a déménagé avec sa famille pour devenir directeur général de la nouvelle usine de cette entreprise à Belfast, la première qu’elle ait établie en dehors de l’Allemagne. Il a également été consul honoraire d’Allemagne de l’Ouest en Irlande du Nord.

## Enlèvement et mort
Niedermayer a été enlevé le 27 décembre 1973, vers 23 heures, à son domicile dans le quartier de Glengoland, dans le Suffolk, à l'ouest de Belfast[pas clair]. Deux membres de l'IRA l'ont attiré hors de sa maison sous prétexte qu'ils avaient accidentellement percuté sa voiture. L'opération de l'enlèvement a été observée par sa fille cadette, qui avait ouvert la porte aux deux hommes.
Le gouvernement du Royaume-Uni a nié à l'époque avoir reçu des demandes de l'IRA concernant l'enlèvement. Cependant, plusieurs années plus tard, il a été révélé que le gouvernement britannique avait brièvement tenté de négocier avec l'IRA, demandant le retour sain et sauf de Niedermayer en échange du transfert de deux membres de l'IRA, les sœurs Dolours Price et Marion Price, d'une prison en Angleterre vers l'Irlande du Nord. Les deux femmes avaient été emprisonnées pour avoir participé à une campagne d'attentats à la bombe à Londres en 1973. Les négociations ont été interrompues brusquement par l'IRA, sans explication.
Le 30 décembre 1973, alors qu'il était en captivité, Niedermayer vit une patrouille de l'armée britannique et tenta d'appeler à l'aide. Il fut arrêté par quatre membres de l'IRA, battu et frappé à la tête avec la crosse d'un pistolet. Ses ravisseurs l'attachèrent afin de le maîtriser, mais il continua à se débattre avant que ses ravisseurs ne le voient s'affaisser et réalisent qu'il était mort. Niedermayer fut secrètement enterré dans une tombe peu profonde le lendemain.
Près de sept ans plus tard, le 11 mars 1980, la Royal Ulster Constabulary, agissant sur la base d'informations reçues, a retrouvé le corps de Niedermayer allongé face contre terre et bâillonné, les mains liées, enterré dans un remblai à Colin Glen. Une autopsie a révélé deux fractures du crâne, dont l'une était compatible avec une agression avec un pistolet Browning. L'autopsie n'a pas permis de déterminer si sa mort avait été causée par une ou les deux fractures du crâne, une crise cardiaque ou une asphyxie.
Ses funérailles ont eu lieu à Dunmurry et il a été enterré dans le cimetière de l'église.

## Procès
Eugene McManus (adjudant de la brigade de l'IRA de Belfast en 1973) et John Bradley, 42 ans, également membre de l'IRA, furent accusés de ce crime. Bradley fut initialement accusé de meurtre, mais lors de son procès en 1981, il plaida coupable d'homicide involontaire, déclarant avoir accidentellement tué Niedermayer alors qu'il tentait de s'échapper. McManus plaida coupable d'avoir caché des informations sur le crime et sur l'appartenance à l'IRA. Bradley fut ensuite condamné à vingt ans de prison et McManus à cinq ans de prison.
Des informations obtenues ultérieurement par la Royal Ulster Constabulary révélèrent que l'opération d'enlèvement avait été orchestrée par Brian Keenan, un ancien employé de l'usine Grundig de Belfast dont Niedermayer avait été le directeur général. Keenan, en tant que représentant syndical, avait eu plusieurs confrontations avec Niedermayer.

## Conséquences de la disparition
L'épouse de Niedermayer, Ingeborg, est retournée en Irlande en 1990, dix ans jour pour jour après les funérailles de son mari, et a réservé une chambre dans un hôtel à Bray, où elle s'est suicidée en marchant dans la mer depuis une plage isolée. Les deux filles de Niedermayer, Renate et Gabrielle, se sont également suicidées, respectivement en 1991 et 1994, Renate mourant en Afrique du Sud et Gabrielle en Angleterre. Le mari de Gabrielle, Robin Williams-Powell, s'est suicidé cinq ans plus tard en 1999. Gabrielle et Robin laissent derrière eux leurs deux filles, Tanya et Rachel.
Le crime et ses conséquences sont le sujet du film documentaire Face Down, réalisé par Gerry Gregg (titre français « L’IRA et l’enlèvement de Thomas Niedermayer »), sorti en 2023.